# Luigi Mariotti (vescovo)
Luigi Mariotti (Maciano, 2 aprile 1818 – Pennabilli, 4 aprile 1890) è stato un vescovo cattolico italiano.
Patrizio pennese, leopolitano e sammarinese, giurista ed esegeta, è stato vescovo del Montefeltro dal 1860 al 1890, prelato domestico ed assistente al soglio pontificio, segretario del Concilio Ecumenico Vaticano I.

## Biografia
Nasce a Maciano il 2 aprile 1818 da Pasquale e Maria Domenica Paoletti di antica famiglia marchigiana; ordinato sacerdote nel 1841, passò all'Università di Ferrara e di Roma ove si laureò in giurisprudenza e frequentò le congregazioni romane e lo studio del celebre avvocato Villani dove, in breve, raggiunse la fama di profondo giureconsulto.
Sotto i vescovi montefeltrani Agostinucci e Alberani fu vicario generale, riscuotendo ampia ammirazione dal clero, anche quello romano, che a lui faceva capo per le sue eminenti capacità.
Nel 1860, a soli 42 anni, papa Pio IX lo nominò vescovo di Montefeltro; sotto la sua guida crebbe il grande predicatore padre Agostino da Montefeltro.
Prese parte al Concilio ecumenico Vaticano I ove recò il contributo della sua alta scienza giuridica e profonda virtù; venne quindi eletto all'ufficio di Segretario del Concilio medesimo.
Chiamato ripetutamente da papa Leone XIII alla diocesi di Rimini e all'arcidiocesi di Spoleto, preferì restare tra le genti della sua terra.
Morì a Pennabilli alle 10 del 4 aprile 1890.
Il 15 settembre 2019 il comune di Pennabilli, in suo ricordo, gli ha intitolato una piazza nella frazione di Maciano.

## Genealogia episcopale
La genealogia episcopale è:
- Cardinale Scipione Rebiba
- Cardinale Giulio Antonio Santori
- Cardinale Girolamo Bernerio, O.P.
- Arcivescovo Galeazzo Sanvitale
- Cardinale Ludovico Ludovisi
- Cardinale Luigi Caetani
- Cardinale Ulderico Carpegna
- Cardinale Paluzzo Paluzzi Altieri degli Albertoni
- Papa Benedetto XIII
- Papa Benedetto XIV
- Papa Clemente XIII
- Cardinale Giovanni Carlo Boschi
- Cardinale Bartolomeo Pacca
- Papa Gregorio XVI
- Cardinale Antonio Maria Cagiano de Azevedo
- Vescovo Luigi Mariotti